# Uvbies
Els uvbies (o evries) són els membres d'un grup ètnic que parlen la llengua uvbie i que tenen les seves comunitats a les LGAs d'Ethiope, a l'estat del Delta, al sud de Nigèria. Existeixen uns 30.000 uvbies. Els uvbies són majoritàriament cristians. El seu codi ètnic al joshuaproject és NAB59c.

## Religió
El 82% dels uvbies són cristians, el 6% professen religions tradicionals africanes i el 12% són islàmics. Dels cristians, el 40% són protestants, el 30% són catòlics i un 30% pertanyen a esglésies cristianes independents. El 6% dels uvbies són evangèlics.